# Gmina Giżycko
Die Gmina wiejska Giżycko (deutsch Landgemeinde Lötzen) ist eine Landgemeinde im Powiat Giżycki. Sie gehört zur Woiwodschaft Ermland-Masuren im ehemaligen Ostpreußen, das heute einen Teil Polens darstellt.

## Geografie

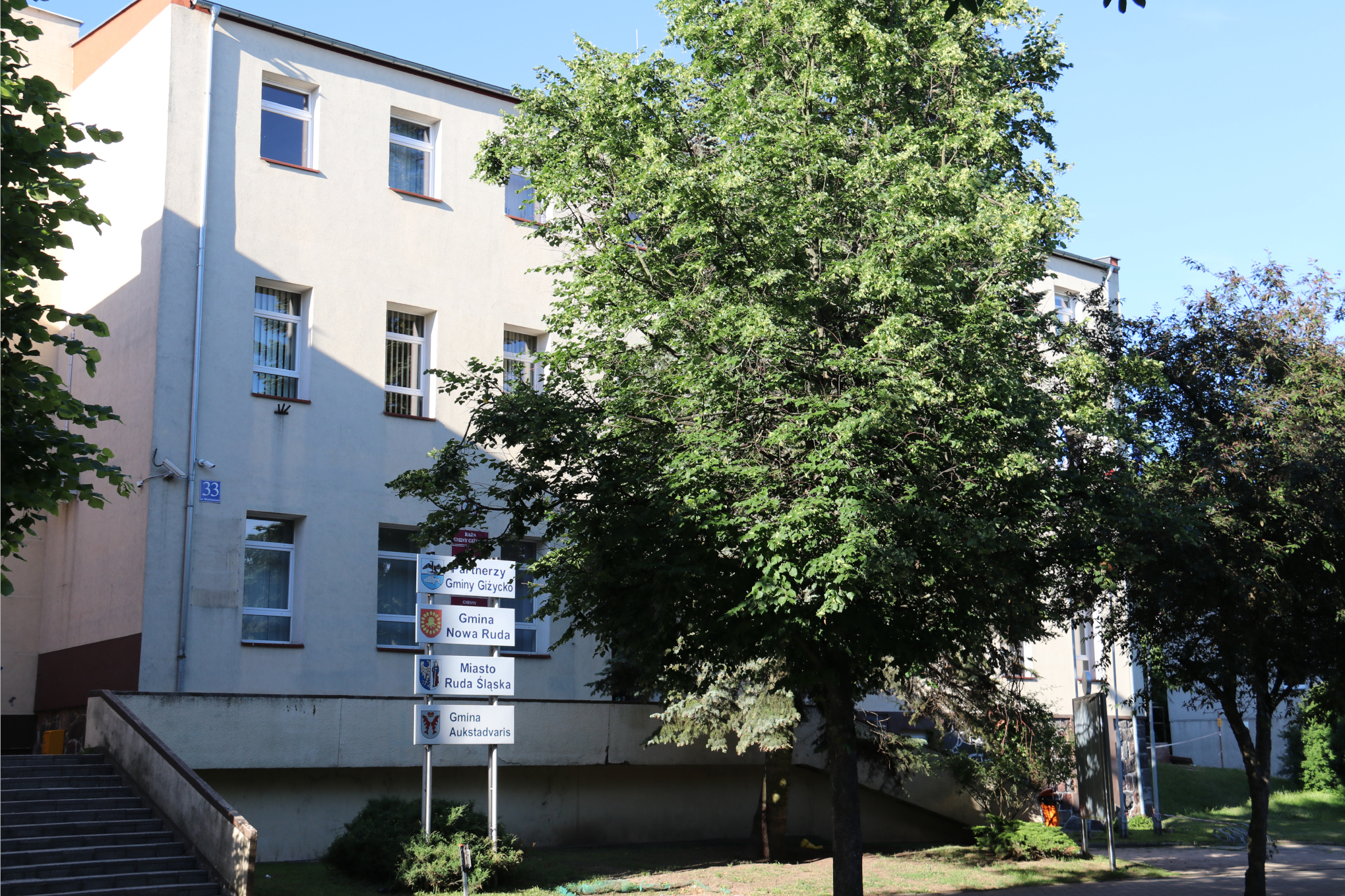
Gmina Giżycko – Verwaltungsgebäude in Giżycko / Lötzen

Sitz der 289,76 Quadratkilometer großen Gemeinde mit 8629 Einwohnern ist die Stadt Giżycko, die selbst kein Teil der Gemeinde ist. Die Gemeinde umfasst 27 Schulzenämter mit 40 Ortschaften.
Ihre Fläche entspricht 25,9 % der Fläche des Powiat Giżycki. 45,5 % der Gemeindefläche werden agrarwirtschaftlich genutzt, 15,9 % sind Forsten und 27,3 % Wasserfläche.
Die Gmina Giżycko macht mit den Landgemeinden Kruklanki (Kruglanken), Miłki (Milken) und Wydminy (Widminnen), zusammen mit der Stadtgemeinde Giżycko und der Stadt- und Landgemeinde Ryn (Rhein) den Powiat Giżycki aus. Von 1975 bis 1998 gehörte die Gmina zur Woiwodschaft Suwałki.
Nachbargemeinden der Landgemeinde Giżycko sind:
- im Powiat Giżycki: Stadtgemeinde Giżycko, Stadt- und Landgemeinde Ryn sowie die Landgemeinden Kruklanki, Miłki und Wydminy
- im Powiat Kętrzyński (Kreis Rastenburg): die Landgemeinde Kętrzyn (Rastenburg)
- im Powiat Węgorzewski (Kreis Angerburg): die Stadt- und Landgemeinde Węgorzewo (Angerburg) und die Landgemeinde Pozezdrze (Possessern, 1938 bis 1945 Großgarten).

## Gemeindegliederung
Zur Landgemeinde gehören folgende Orte (historische / deutsche Namen bis 1945, siehe auch Liste deutscher Bezeichnungen polnischer Orte):

### Schulzenämter
- Antonowo (bis 1938 Antowen, dann Antonsdorf)[3]
- Bogacko (bis 1938 Bogatzko, dann Rainfeld)[4]
- Bogaczewo (bis 1927 Bogatzewen (Dorf), dann Reichensee (Dorf))[5][6]
- Bystry (1907 Gut Biestern, 1939 Biestern)[7]
- Doba (bis 1945 Doben)
- Gajewo (Grünhof)
- Grajwo (bis 1938 Graywen, dann Graiwen)
- Guty (Gutten)
- Kamionki (Kamionken, 1928–1945 Steintal)
- Kąp (bis 1945 Kampen)
- Kozin (Koszinnen, 1928–1945 Rodenau)
- Kożuchy Wielkie (Groß Kosuchen, 1938–1945 Allenbruch)
- Kruklin (Kruglinnen, 1938–1945 Kraukeln)
- Pieczonki (Pietzonken, 1938–1945 Grünau (Ostpr.))
- Pierkunowo (Pierkunowen, 1935–1945 Perkunen)
- Sołdany (Soldahnen)
- Spytkowo (Spiergsten, 1938–1945 Spirgsten)
- Sterławki Małe (Klein Stürlack)
- Sulimy (Sulimmen)
- Świdry (Schwiddern)
- Szczybały Giżyckie (Sczyballen, 1928–1945 Schönballen)
- Upałty (Upalten)
- Upałty Małe (Klein Upalten)
- Wilkaski (Wolfsee, Gut)
- Wilkasy (Willkassen, 1928–1945 Wolfsee, Dorf)
- Wronka (Klein Wronnen, 1938–1945 Kleinwarnau)
- Wrony (Groß Wronnen, 1938–1945 Großwarnau)

### Weitere Ortschaften
- Dziewiszewo (Kühnort)
- Fuleda (Faulhöden)
- Gorazdowo (Thiemau)
- Kalinowo (Kallinowen)
- Kożuchy Małe (Klein Kosuchen)
- Nowe Sołdany (Neu Soldahnen)
- Osiedle Grajwo
- Piękna Góra (Schönberg)
- Poganty (Poganten)
- Róg Pierkunowski (Roggen)
- Sterławki Średnie
- Strzelce (Strzelzen, 1938–1945 Zweischützen)
- Wola Bogaczkowska (Bogatzewen, Gut, ab 1927 Reichensee, Gut)
- Wrony Nowe
- Zielony Gaj (Spiergsten-Grünwalde, 1938–1945 Spirgsten-Grünwalde)

## Kirche

### Römisch-katholisch
Die weitaus überwiegende Teil der Bevölkerung in der Gmina Giżycko bekennt sich zur römisch-katholischen Kirche. Im Gemeindegebiet gibt es drei Pfarrkirchen und zwei Filialkirchen, die zu einem der beiden Dekanatsbezirke Giżycko im Bistum Ełk der Römisch-katholischen Kirche in Polen gehören:
- Dekanat Giżycko – św. Krzystofa:
  - Bystry (Biestern)
  - Pieczonki (Pietzonken, 1930 bis 1945 Grüntal) in der Pfarrei św. Kazimierza Królewicza in der Stadt Giżycko
- Dekanat Giżycko – św. Szczepana Męczennika:
  - Doba (Doben) in der Pfarrei Kamionki
  - Kamionki (Kamionken, 1928 bis 1945 Steintal)
  - Wilkasy (Willkassen, 1928 bis 1945 Wolfsee).

### Evangelisch
Im Gemeindegebiet selbst gibt es keine evangelische Kirche und es leben nur sehr wenige evangelische Kirchenglieder dort. Ihr gottesdienstliches Zentrum ist die Evangelische Pfarrkirche im Gebiet der Stadt Giżycko. Sie gehört zur Diözese Masuren der Evangelisch-Augsburgischen Kirche in Polen.

## Verkehr

### Straße
Das Gemeindegebiet ist von einem engen Straßennetz durchzogen, durch das die einzelnen Orte miteinander verbunden sind. Aber auch die überregionale Anbindung mit Landes- und Woiwodschaftsstraßen ist optimal:
- Landesstraße DK 59: Aus südlicher Richtung von Rozogi (Friedrichshof) unweit der Woiwodschaftsgrenze nach Masowien kommend verbindet sie die Kreise Szczytno (Ortelsburg) und Mrągowo (Sensburg) mit der Gmina Giżycko;
- Landesstraße DK 63: Auf der Trasse der einstigen deutschen Reichsstraße 131 verlaufend ist sie eine verkehrspolitisch äußerst bedeutende Straßenverbindung: von der polnisch-russischen Grenze (ein Grenzübergang ist geplant) führt sie durch Nordostpolen bis zur belarussischen Grenze und verbindet zahlreiche Kreisstädte und ihre Regionen;
- Woiwodschaftsstraße DW 592: Auf einer Länge von 75 Kilometern verläuft sie im Norden der Woiwodschaft Ermland-Masuren unter Anbindung der westlich der Gmina Giżycko gelegenen Regionen Bartoszyce (Bartenstein) und Kętrzyn (Rastenburg);
- Woiwodschaftsstraße DW 643: Auf 20 Kilometer reicht sie in südliche Richtung, verbleibt also in der Region Giżycko in Reichweite bis in das Gemeindegebiet von Mikołajki (Nikolaiken);
- Woiwodschaftsstraße DW 655: Aus nordöstlicher Richtung und der Woiwodschaft Suwałki kommend stellt sie eine Verbindung zur Nachbarwoiwodschaft her und zu den Kreisgebieten von Suwałki und Olecko (Marggrabowa (Oletzko)/Treuburg).

### Schiene
Durch das Gemeindegebiet verliefen einst zahlreiche Bahnstrecken, von denen die meisten kriegsbedingt nach 1945 eingestellt wurden. Lediglich die ehemalige Königsberg (Preußen) mit Brest verbindende Strecke hat sich erhalten, freilich verkürzt und nur noch auf polnischem Gebiet verkehrend: die Bahnstrecke Głomno–Białystok, die heute zwischen Głomno (Glommen) und Korsze (Korschen) allerdings nur noch für Güterverkehr betrieben wird. Auf 235 Kilometern verbindet sie wichtige Regionen der beiden Woiwodschaften Ermland-Masuren und Podlachien. Mit dem Haltepunkt Sterławki Małe (Klein Stürlack) hat die Gemeinde einen direkten Anschluss an die Bahnstrecke.

### Luft
Die Anbindung an den Luftverkehr ist lediglich über den Flughafen Danzig möglich, der allerdings erst nach längerer Fahrzeit auf Straße oder Schiene zu erreichen ist.

## Partnergemeinden
Partnergemeinde sind die Gmina Nowa Ruda, Aukštadvaris in Litauen sowie Ruda Śląska.